# 케리 비셰이
케리 비셰이(영어: Kerry Bishé, 1984년 5월 1일 ~ )는 미국의 배우이다. 뉴저지주 출신.

## 출연 작품

### 영화
- 럭키 원스 (2008)
- 섹스 앤 더 시티 (2008)
- 메스카다 (2010, Meskada)
- Nice Guy Johnny (2010)
- Newlyweds (2011)
- 거친 녀석들: 거침없이 쏴라 (2011)
- The Fitzgerald Family Christmas (2012)
- 아르고 (2012)
- 그랜드 피아노 (2013)
- 굿바이 월드 (2013, Goodbye World)
- Blue Highway (2013)
- Max Rose (2016)
- 파괴자들 (2016)
- The Ticket (2016)
- 종말의 끝 (2018, How It Ends)
- 해필리:에버 애프터 (2021, Happily)
- 마담 웹 (2024) - 콘스턴스 웹 역

### 텔레비전
- 스크럽스 (2009-10)
- 홀트 앤 캐치 파이어 (2014-17)